# Jan Gielens
Jan Gielens (17 d'agost de 1903 - 26 de juliol de 1964) va ser un futbolista neerlandès. Va jugar nou partits amb la selecció neerlandesa de futbol entre 1925 i 1926.